# 제한된 Moment/미러 미러
〈제한된 Moment/미러 미러〉(限りあるMoment/ミラー・ミラー 가키리아루모멘트/미러·미러[*])는 안주루무의 열 한 번째 싱글이다. 2020년 8월 26일에 업프런트 워크스(hachama 레이블)에서 발매됐다.

## 개요
- 후나키 무스부 마지막 참가 싱글.
- 2020년 2월 28일부터 활동 휴지 중인 오오타 하루카가 싱글 불참가(동년 10월 13일에 그룹 활동 종료).
- 초도 생산 한정반 A · B · 스페셜(이하 ‘SP’), 통상반 A · B의 다섯 가지 형태로 발매됐다. SP를 포함하는 초도 생산 한정반은 CD+DVD, 통상반은 CD만으로 구성되어 있다. 초도 생산 한정반 SP에만 ‘이벤트 추첨 시리얼 넘버 카드’가 봉입되어 있다. 통상반의 초도 사양에만 트레이딩 카드 크기의 생사진 솔로 8종+단체 1종에서 랜던으로 1장이 봉입(통상반 A는 ‘限りあるMoment→제한된 Moment’ Ver., 통상반 B는 ‘ミラー・ミラー→미러 미러’ Ver.)됐다.

## 발매일
| 국가 | 날짜            | 레이블                 | 포맷            | 상품 번호                            |
| ---- | --------------- | ---------------------- | --------------- | ------------------------------------ |
| 일본 | 2020년 8월 26일 | hachama/UP-FRONT WORKS | CD+DVD          | HKCN-50638 ~ 9 (초도 생산 한정반 A)  |
| 일본 | 2020년 8월 26일 | hachama/UP-FRONT WORKS | CD+DVD          | HKCN-50640 ~ 1 (초도 생산 한정반 B)  |
| 일본 | 2020년 8월 26일 | hachama/UP-FRONT WORKS | CD+DVD          | HKCN-50642 ~ 3 (초도 생산 한정반 SP) |
| 일본 | 2020년 8월 26일 | hachama/UP-FRONT WORKS | CD              | HKCN-50644 (통상반 A）               |
| 일본 | 2020년 8월 26일 | hachama/UP-FRONT WORKS | CD              | HKCN-50645 (통상반 B)                |
| 일본 | 2020년 8월 26일 | hachama/UP-FRONT WORKS | 디지털 다운로드 | HKCN-50644 (LC-AAC)                  |
| 일본 | 2020년 8월 26일 | hachama/UP-FRONT WORKS | 디지털 다운로드 | HKCN-50644-HR(FLAC · 96kHz/24bit)    |

## 참가 멤버
- 2기 : 타케우치 아카리
- 3기 : 사사키 리카코
- 4기 : 카미코쿠료 모에
- 5기 : 카사하라 모모나
- 6기 : 후나키 무스부, 카와무라 아야노
- 7기 : 이세 레이라
- 8기 : 하시사코 린

### 내용주
1. ↑  인디즈를 포함하는 스마이레지 때부터 통산으로는 32번째(메이저로 한정하면 28번째)이다.